# Килехан, Ноэл
Ноэл Килехан (англ. Noel Kelehan; 26 декабря 1935, Дублин — 6 февраля 2012, там же) — ирландский музыкант, в прошлом дирижёр концертного оркестра RTÉ и директор музыкального вещания телерадиокомпании Radio Telefís Éireann.

## Биография
Килехан начинал свою карьеру как джаз-пианист, однако прославился именно как дирижёр на конкурсах песни «Евровидение». Он выступал 29 раз на конкурсе, в том числе 24 раза был дирижёром оркестра при выступлении исполнителей от Ирландии. Свою карьеру дирижёра он начал в 1966 году и работал до 1998 года. Под его руководством с победными песнями выступали такие ирландские артисты, как Джонни Логан (1980 и 1987), Линда Мартин (1992), Нив Кавана (1993) и дуэт Пола Харрингтона и Чарльза Макгеттигана. В 1994 году он дирижировал оркестром во время выступления Эдиты Гурняк с песней «To nie ja», занявшей 2-е место на конкурсе, а в 1993 году был дирижёром оркестра, сопровождавшего выступление боснийца Мухамеда Фазлагича с песней «Sva bol svijeta».
Карьеру дирижёра Килехан завершил в 1998 году, а с 1999 года все выступления на Евровидении проходили уже без живого оркестра. Помимо дирижёрской карьеры, Келехан записал альбом Ozone в 1979 году со своим квинтетом, а в 1984 году составил струнные аранжировки для альбома The Unforgettable Fire группы U2. В браке со своей супругой Мэри воспитал троих детей.
Скончался 6 февраля 2012 года в Дублине после продолжительной болезни. Похоронен 9 февраля 2012 года.